# دانشکده دندانپزشکی شهرکرد
دانشکده دندانپزشکی دانشگاه علوم پزشکی شهرکرد یکی از دانشکده‌های دندانپزشکی ایران وابسته به دانشگاه علوم پزشکی شهرکرد در شهرکرد است.

## تاریخچه
دانشکده دندانپزشکی شهرکرد در سال ۱۳۸۹ بنیانگذاری شد. هم‌اکنون ریاست این دانشکده را داراب غلامی برعهده دارد.